# 全国安全週間
全国安全週間（ぜんこくあんぜんしゅうかん）は、毎年7月1日から7日までの7日間、職場における労働災害防止活動の大切さを再確認し、積極的に安全活動に取り組みをする期間、制度である。厚生労働省と中央労働災害防止協会が主唱。
最初の安全週間は、地域的なものであり、1919年6月15日から21日まで東京市及び、その周辺の隣接町村で、蒲生俊文、内田嘉吉、池田清、棚橋源太郎らの先駆者によって盛大に行われた。1928年に第1回全国安全週間が内務省社会局の主催により全国で統一して行われた。1947年7月1日から7日までの7日間、労働省が主催して行い、1950年に6月1日から6月30日までの1ヶ月間を準備期間、7月1日から7日までのろ7日間を本期間と制度が改正され、現在に至っている。また1960年5月に、閣議了解で7月1日を「国民安全の日」と定めた。
第1回から現在まで毎年スローガンが掲げられているが、第18回 - 33回においては、戦時中の産業報国運動に対する批判によりスローガンは無い。
第1回（1928年度）スローガンは、「一致協力して怪我や病気を追拂ひませう」
第98回（2025年度）スローガンは、「多様な仲間と 築く安全 未来の職場」
その他の歴代スローガンは一覧参照